# Personaldienstleistungskaufmann
Bei dem Beruf Personaldienstleistungskaufmann/-frau, kurz PDK, handelt es sich seit 2008 um einen Ausbildungsberuf im Bereich Industrie und Handel, der zum ersten Mal 2010 (durch Verkürzung auf eine zweijährige Ausbildungszeit) fertig ausgebildete Personaldienstleistungskaufleute hervorgebracht hat.
Personaldienstleistungen schließen alle Leistungen ein, die einerseits mit der Beschaffung, Auswahl und Betreuung von Mitarbeitern, andererseits mit der Kundengewinnung und -betreuung zu tun haben. Personaldienstleistungskaufleute befassen sich mit dem Recruiting von Personal für verschiedene Kundenunternehmen. In erster Linie zielt der Beruf auf die Beschäftigung bei einem Personaldienstleistungsunternehmen (Zeitarbeitsunternehmen) als Personaldisponent ab. Ebenfalls ist eine Ausbildung und spätere Beschäftigung in Personalabteilungen von größeren Unternehmen oder im öffentlichen Dienst möglich.

## Berufsbeschreibung

### Haupttätigkeit bei einem Personaldienstleister
Der PDK ist dafür zuständig, Arbeitskräfte für einen bestimmten Zeitraum in ein Unternehmen zu vermitteln. Dafür besucht er das Unternehmen, um die Arbeitsumgebung und die Aufgaben zu analysieren und ein genaues Anforderungsprofil zu erstellen. Er publiziert für das jeweilige Kundenunternehmen Stellenausschreibungen in Medien, um Bewerber zu akquirieren. Wenn das Zeitarbeitsunternehmen einen passenden Kandidaten für seinen Kunden gefunden hat, schließt es einen Arbeitsvertrag mit dem Bewerber ab. Das heißt, der Arbeitnehmer ist beim Zeitarbeitsunternehmen angestellt, führt seine Tätigkeit aber in einem anderen Unternehmen (dem Kunden) aus. Der PDK als Personaldisponent ist also Arbeitgeber und hat sich um alle Aspekte zu kümmern, die mit dem Arbeitsverhältnis an sich zusammenhängen. Er ist disziplinarischer Vorgesetzter. Der Kunde hingegen ist fachlich weisungsbefugt, weil er die Abläufe in seinem Betrieb am besten kennt.
Neben seiner Rolle als Vermittler berät der PDK Kunden, die zum Beispiel über eine schon veröffentlichte Stellenanzeige informiert werden wollen. Es können aber auch die Anforderungsprofile des Kundenunternehmens per Telefon durchgegeben werden. Bei gegebenem Anlass kann der PDK den Bewerber zu einem Vorstellungsgespräch im Einsatzunternehmen begleiten. Für den Abgleich von Bewerbereignungen und Anforderungen von Kunden arbeiten Personaldienstleister häufig mit Datenbanken, in denen sie Profile abgelegt haben. Hierbei spielt der Datenschutz eine große Rolle. Personaldienstleistungskaufleute fertigen Angebote und Abrechnungen und planen den Personaleinsatz. Textverarbeitungs- bzw. Tabellenkalkulationssoftware sind alltägliche Werkzeuge, da auch kalkulatorische Aufgaben erledigt werden, wie beispielsweise Kundenabrechnungen. Zusätzlich ist die Auseinandersetzung mit Arbeitsrecht und Tarifvertragsrecht sehr wichtig, da Verträge mit Arbeitnehmern und den Einsatzbetrieben geschlossen werden müssen.
Ganz besonders wichtig ist es, einen Blick für den Arbeitsmarkt zu entwickeln, um genauestens darüber Bescheid zu wissen, wer zu welchem Zeitpunkt an welcher Stelle benötigt wird.[2] Dieser Überblick kann einerseits durch die gründliche Auseinandersetzung sowohl mit dem Einsatzunternehmen als auch mit den Arbeitnehmern erlangt werden, um sie besser einschätzen zu können und somit später bestmöglich zu vermitteln. Andererseits müssen sich PDK ständig über aktuelle Arbeitsmarkttrends informieren.

### Haupttätigkeit in der Personalabteilung eines Unternehmens
In der Personalabteilung besteht der Kern der Tätigkeiten in der Verwaltung des internen Personals. Aber auch die Vorbereitung von Personalauswahlprozessen und die Personalentwicklung gehört zu den dortigen Tätigkeiten. Letztendlich entspricht dieser Zweig von den Aufgaben her dem des PDK in einem Zeitarbeitsunternehmen. Auch hier gewinnen die Fachkräfte für Personalanwerbung, Bewerberberatung und Personalsachbearbeitung zunehmend an Bedeutung.

## Ausbildung
Die Ausbildung zum PDK dauert drei Jahre und schließt mit einer Prüfung vor der IHK ab. Die Ausbildung kann um bis zu einem Jahr verkürzt werden, wenn beispielsweise eine höhere Schulbildung vorliegt oder der Auszubildende überdurchschnittliche Leistungen zeigt und somit das Erreichen des Ausbildungsziels in der verkürzten Zeit zu erwarten ist. Die beruflichen Perspektiven sehen sehr gut aus, da es kein anderes Berufsbild mit dem Schwerpunkt Personal gibt. Teile der Ausbildung sind die Personalauswahl, die Bewerberberatung und die Einsatzplanung von Mitarbeitern. Weiterhin lernen die Auszubildenden, Informationen über Berufe zu beschaffen und auszuwerten sowie Arbeitsmarkttrends und Veränderungen von Berufsfeldern zu beurteilen. Außerdem werden die zukünftigen PDK für die Tätigkeiten in der Auftragsakquise und im Marketing geschult. Der Erwerb von Kompetenzen in den Bereichen Kommunikation und Kooperation, zum Beispiel im Konfliktmanagement sowie in der kaufmännischen Steuerung und Kontrolle und in der berufsbezogenen Rechtsanwendung, rundet die Lerninhalte ab.[3]
Rangliste der Ausbildungsberufe nach Neuabschlüssen:
|      | Anzahl Ausbildungsverträge | Rang     |
| ---- | -------------------------- | -------- |
| 2009 | 718                        | Rang 110 |
| 2010 | 879                        | Rang 101 |
| 2011 | 1.186                      | Rang 84  |
| 2012 | 990                        | Rang 93  |
| 2013 | 849                        | Rang 97  |
| 2014 | 909                        | Rang 93  |
| 2015 | 888                        | Rang 93  |
| 2016 | 1.017                      | Rang 90  |
| 2017 | 897                        | Rang 94  |
| 2018 | 915                        | Rang 93  |
| 2019 | 882                        | Rang 94  |
| 2020 | 600                        | Rang 111 |
| 2021 | 741                        | Rang 97  |
| 2022 | 714                        | Rang 97  |
| 2023 | 639                        | Rang 110 |
| 2024 | 513                        | Rang 117 |

Seit 2010 ist auch ein staatlich anerkannter Fortbildungsberuf, der auf den PDK aufbaut, in Kraft. Er trägt die Bezeichnung Personaldienstleistungsfachwirt.

### Ausbildungsinhalte im Überblick

#### 1. Ausbildungsjahr
- Berufsprofilgebende Fertigkeiten
  - Personalgewinnung: Bewerbergewinnung, Personaleinstellung und -vermittlung
  - Personaleinsatz: Personalsachbearbeitung, Beendigung von Beschäftigungsverhältnissen
  - Berufsfelderschließung, Auftragsakquise und Marketing: Marketing, Kundenbindung und Kundenbetreuung, Angebotskalkulation und Verträge
  - Kommunikation und Kooperation: Teamarbeit
  - Berufsbezogene Rechtsanwendung: Allgemeine Fertigkeiten
  - Ausbildungsbetrieb: Stellung, Rechtsform, Struktur, Berufsbildung, Sicherheit und Gesundheitsschutz bei der Arbeit, Umweltschutz
  - Arbeitsgestaltung: Lern- und Arbeitstechniken, Datenschutz und Datensicherheit

#### 2. Ausbildungsjahr
- Berufsprofilgebende Fertigkeiten
  - Personalgewinnung: Personalanwerbung
  - Personaleinsatz: Einsatzplanung und Einsatzvorbereitung, Personalführung und -betreuung
  - Auftragsakquise und Marketing: Marketing, Kundenbindung und Kundenbetreuung, Arbeitsplatz- und Personalbedarfsanalyse
  - Kommunikation und Kooperation: Konfliktmanagement
  - Kaufmännische Steuerung und Kontrolle: Allgemeine Fertigkeiten
  - Arbeitsgestaltung: Qualitätssicherung betrieblicher Arbeitsabläufe
  - Sicherheit: Begehung sowie Beurteilung der Arbeitsplätze von Kunden

#### 3. Ausbildungsjahr
- Berufsprofilgebende Fertigkeiten
  - Vertiefung, insbesondere bei den Themen
    - Personalgewinnung, Personaleinsatz und Berufsfelderschließung, Auftragsakquise und Marketing: Kontrolle der Vertragserfüllung
    - Kommunikation und Kooperation: Kooperationen
- Allgemeine Fertigkeiten
  - Vertiefung, insbesondere beim Thema Arbeitsgestaltung

### Anforderungen
Wie das oben beschriebene Tätigkeitsprofils zeigt, ist der Beruf sehr vielfältig. Aus diesem Grund muss der Personaldienstleistungskaufmann viele Kompetenzen mitbringen. Die Ausbildung ist generell mit jedem Schulabschluss möglich. Besonders wichtig sind Soft Skills, wie Kontakt- und Kommunikationsfreudigkeit, Überzeugungskraft, Konfliktfähigkeit und vor allem Verantwortungsbewusstsein. Ein Personaldienstleistungskaufmann ist einerseits Arbeitgeber und somit verantwortlich für die Arbeitnehmer, andererseits aber auch verantwortlich gegenüber dem Einsatzunternehmen. Aber auch Organisationsfähigkeit ist unabdinglich, denn der PDK muss dafür sorgen, dass eine schnellstmögliche und reibungslose Vermittlung von Arbeitnehmern in den Einsatzbetrieb gewährleistet wird. Eine gute Ausdrucksfähigkeit in Wort und Schrift sind ebenso von Vorteil, wie ein gepflegtes Äußeres.
Von Nutzen ist schließlich auch ein gesundes Maß an Menschenkenntnis, denn diese trägt dazu bei, Menschen, Situationen und Aufgaben besser einzuschätzen und qualifiziert den PDK als Vermittler zwischen Arbeitnehmer und Arbeitgeber.

### Entwicklung des PDK
Der Ausbildungsberuf wurde in Kooperation der beiden Arbeitgeberverbände der Zeitarbeit, dem Interessenverband Deutscher Zeitarbeitsunternehmen (iGZ) und dem Bundesarbeitgeberverband der Personaldienstleister (BAP), entwickelt und wird seitdem von den beiden Verbänden beworben und unterstützt.